# Eischleben
Eischleben ist ein Ortsteil der Gemeinde Amt Wachsenburg am nördlichen Rand des Ilm-Kreises (Thüringen) mit etwa 600 Einwohnern.

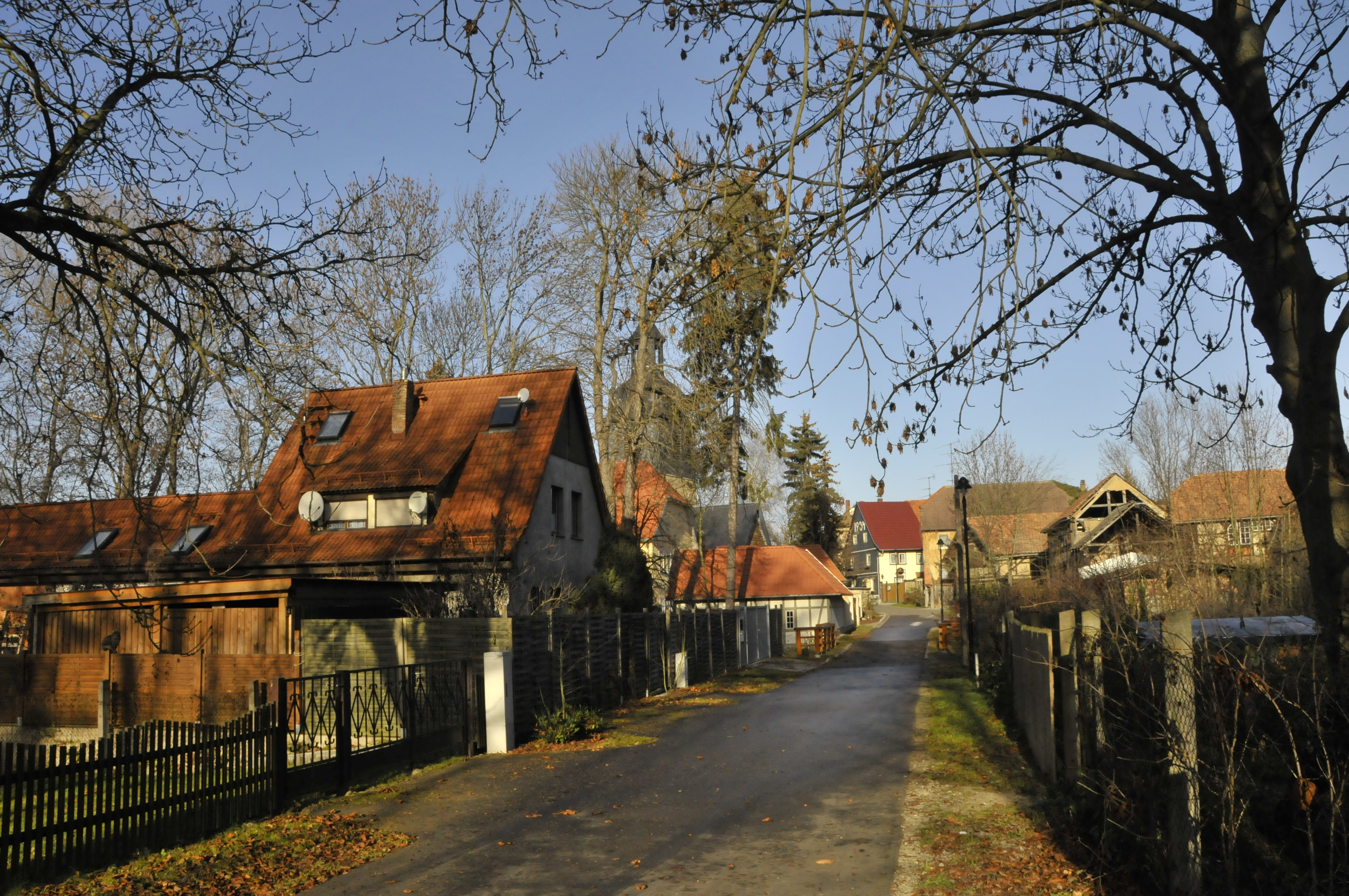
In der Mühlgasse

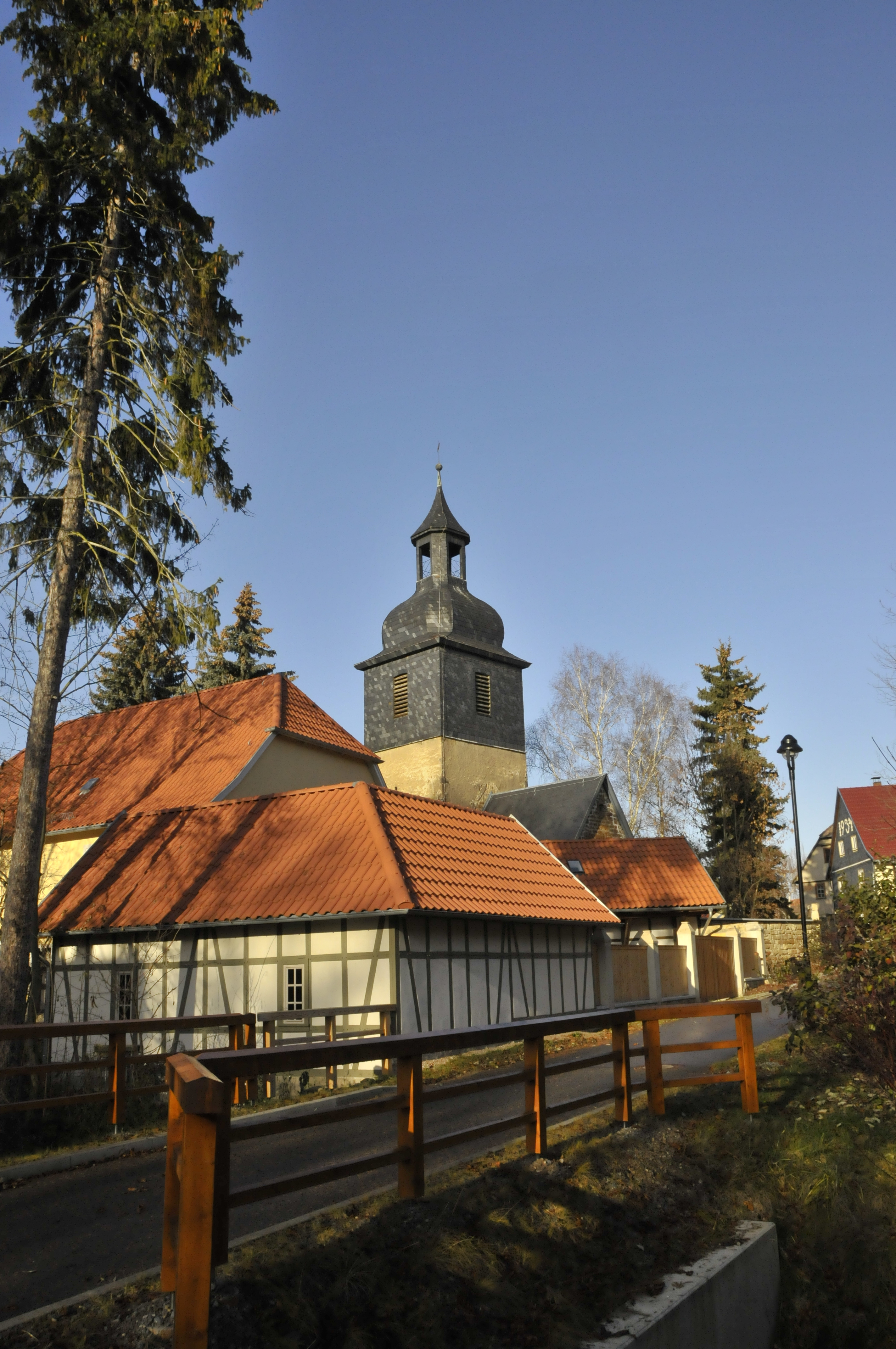
Blick zur Kirche aus der Mühlgasse

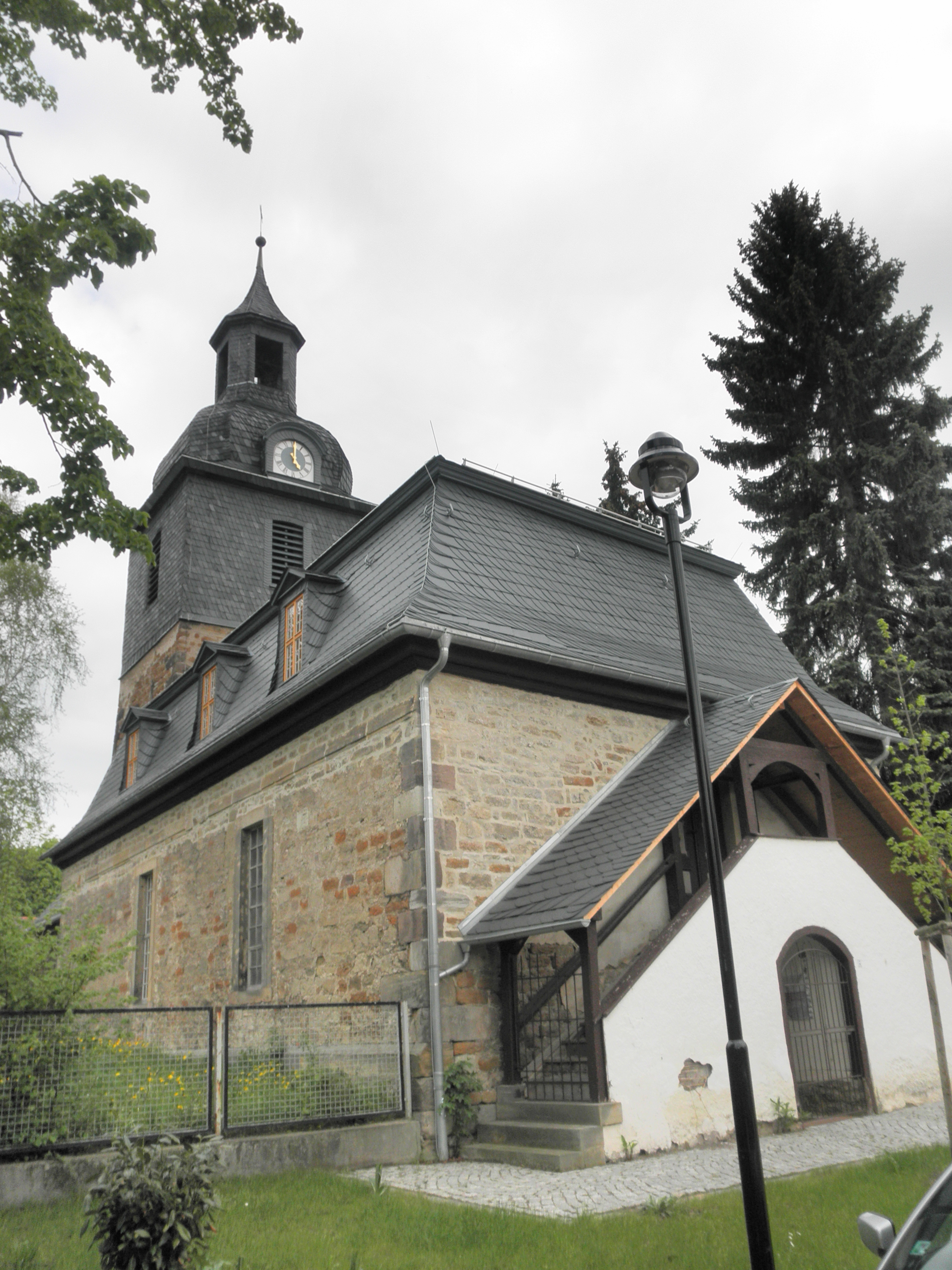
Barocke Dorfkirche

## Geografie
Eischleben liegt an der Wipfra, die den Ort von Ost nach West durchfließt und kurz hinter ihm von rechts in die Gera einmündet. Der Ort liegt in etwa 250 Metern Höhe im südlichen Teil des Thüringer Beckens. Die Umgebung von Eischleben ist waldarm und durch Felder geprägt.

## Geschichte
Auf dem Simmel, einem Hügel südlich von Eischleben zwischen den Flüssen Wipfra und Gera liegen Gräber der späten Bronzezeit, aus der Mittel- bis Spätlatènezeit, aus der Zeit des Römischen Reiches und aus der Völkerwanderungszeit. Die mehrfach wiederholte Nutzung des Geländes deutet darauf hin, dass es sich dabei um einen besonderen Bestattungsplatz handelte, der über mehrere Kulturperioden genutzt wurde. Eine Besonderheit war die Grablege einer Frau. Das Skelett lag bäuchlings und der Kopf war nach oben gedreht. Das Grab war mit zwei großen Felsbrocken beschwert.
Erstmals erwähnt wurde Eischleben am 30. August 796 gemeinsam mit Gügleben in einer Schenkungsurkunde des Klosters Fulda. Die Endung -leben weist auf eine sächsische Ortsgründung hin. 1268 gehörte Teile des Ortes den Herren von Kranichfeld, die eine Hufe ihres dortigen Besitzes an das Kloster Ichtershausen verkauften, das bereits 1300 rund 18 Hufen Land dort besaß. 1317 überließ Hermann von Kranichfeld das gesamte Dorf mit allen Rechten dem Kloster Ichtershausen. So wurde das Dorf zu einem Klosterdorf.
Die barocke Kirche des Ortes entstand im Jahr 1744 auf den Grundmauern eines romanischen Vorgängerbaus aus dem Jahr 1498.
Bis 1920 gehörte Eischleben zum ernestinischen Herzogtum Sachsen-Coburg und Gotha, genauer zum Amt Wachsenburg mit Ichtershausen bzw. zum Landratsamt Gotha im Landesteil Sachsen-Gotha. Danach kam es zum neu gegründeten Landkreis Arnstadt im ebenfalls neu gegründeten Land Thüringen. 1994 wurde Eischleben zum südlich gelegenen Ichtershausen eingemeindet. Seit dem Zusammengehen der Gemeinde Ichtershausen mit der Wachsenburggemeinde am 1. Januar 2013 gehört Eischleben zur Gemeinde Amt Wachsenburg.
Eischleben verlor im Ersten Weltkrieg 12 und im Zweiten Weltkrieg 36 gefallene und vermisste Soldaten. Das Kriegerdenkmal von 1920 wurde 1956 von einem Dorfplatz auf den Friedhof versetzt und verwitterte bis zur Unkenntlichkeit der Namen und Beschriftung. Im Mai 2010 wurde ein neues Denkmal nach altem Vorbild für die Gefallenen des Ersten Weltkriegs, flankiert von den Namenstafeln für die Toten des Zweiten Weltkriegs, eingeweiht.
Eischleben weist eine Reihe stattlicher großer Hofanlagen auf. Eines der ältesten Gebäude ist eine alte Wassermühle (Lage→) an einem Arm der Wipfra, dem Mühlbach, der wenige hundert Meter östlich von einem Wehr der Wipfra abgeleitet wird. Hier war eine Zeit lang ein Heimatmuseum untergebracht. Das Mahlwerk und die spezifischen Läufe der Mühle sind erhalten. Es fehlt das Wasserrad.
Im Norden des Ortes ist nach der Wende ein Neubaugebiet entstanden.
Seit 2012/13 entsteht ein neues Wohngebiet mit ca. 20 Bauplätzen.

## Politik
Der ehrenamtliche Ortsteilbürgermeister von Eischleben ist Dominik Rehse. Er wurde bei den Kommunalwahlen in Thüringen am 26. Mai 2024 erstmals ins Amt gewählt. Zusammen mit sechs weiteren Mitgliedern bildet Rehse den Ortsteilrat von Eischleben.

## Wirtschaft und Verkehr
Aufgrund der sehr gut entwickelten Infrastruktur in der Region haben sich in Eischleben und den Dörfern der Umgebung jeweils recht ansehnliche Gewerbegebiete gebildet. Profitieren kann der Ort hier vor allem von der Nähe zu Erfurt, das nur etwa zehn Kilometer entfernt liegt. Am Nordrand der Gemarkung des Ortes wurde im Jahr 2006 eine Verdichterstation der STEGAL-Erdgaspipeline (Sachsen-Thüringen-Erdgas-Leitung) in Betrieb genommen. Dort arbeiten drei Gasturbinen mit einer Leistung von je 30 MW.
Eischleben liegt an der ehemaligen B4 (Erfurt–Ilmenau), die 2004 zur L3004 herabgestuft wurde. Dies geschah analog zur Fertigstellung der A 71, die etwa 500 Meter südlich des Dorfes verläuft und Erfurt mit Schweinfurt verbindet. Etwa einen Kilometer nördlich von Eischleben verläuft die A 4 von Frankfurt am Main nach Dresden. Wenig südwestlich von Eischleben liegt auch die Schnellfahrstrecke Nürnberg–Erfurt der DB InfraGO. Westlich von Eischleben steht in ihrem Verlauf die Geratalbrücke Ichtershausen. Des Weiteren gibt es noch eine Landstraße nach Kirchheim.

## Persönlichkeiten
- Martin Müller (* 1875 in Eischleben; † 1953 in Bückeburg), Lehrer, Schuldirektor, Mitglied der Bekennenden Kirche und Sammler